# FLOW LIVE TOUR 2013「ツアー THE MAX!!!」-Grand Final- at 舞浜アンフィシアター
『FLOW LIVE TOUR 2013「ツアー THE MAX!!!」-Grand Final- at 舞浜アンフィシアター』（フロウ・ライブ・ツアー・2013・ツアー・ザ・マックス・グランド・ファイナル・アット・まいはまアンフィシアター）は、日本のバンドFLOWのライブDVDである。2013年12月18日発売。

## 収録曲
1. FTM 〜Theme of Grand Final〜
2. 君自身BAND
3. サムライムアフロ
4. Hey!!!
5. ブラスター
6. Welcome to my misery
7. ブレイブルー
8. Answer
9. 黄昏サマーデイズ
10. 赤いサイレン
11. ブラックマーケット
12. Red Hot Riot
13. BLACK & WHITE
14. BAND Inst
15. HERO 〜希望の歌〜
16. NAME
17. 常夏エンドレス
18. Sign
19. Celebration
20. CHA-LA HEAD-CHA-LA
21. GO!!!
22. 糸偏 -いとへん-
23. 乾杯アワー
24. 休日 〜連休ver.〜
25. Garden
26. Life is beautiful